# Shenzhou International
Shenzhou International Group Holdings Limited — китайская компания по производству готовой одежды (в том числе спортивной, повседневной и нижнего белья). Входит в число крупнейших публичных компаний страны, а её основатель Ма Цзяньжун — в число богатейших людей Китая. Операционная штаб-квартира Shenzhou расположена в Нинбо (провинция Чжэцзян), международная — в Гонконге, официально компания зарегистрирована на Каймановых островах.

## Деятельность
Shenzhou International производит готовую одежду, главным образом трикотажные изделия (спортивные костюмы, куртки, пиджаки, жилеты, брюки, рубашки, футболки, трусы, платья), окрашивает ткани, печатает и вышивает на тканях; является одним из крупнейших китайских экспортёров одежды. Среди клиентов компании — бренды Nike, Adidas и Uniqlo.
Основные швейные, текстильные и красильные фабрики Shenzhou International расположены в Нинбо (Чжэцзян), Аньцине (Аньхой), Хошимине (Вьетнам) и Пномпене (Камбоджа). Офисы продаж расположены в Шанхае, Гонконге и Осаке (Япония). 
Компанией руководят два миллиардера: основатель Ма Цзяньжун (председатель правления) и его зять Хуан Гуаньлинь (генеральный менеджер и исполнительный директор). Основными конкурентами Shenzhou International на китайском рынке одежды и спорттоваров являются Anta Sports, Li Ning, Youngor Group, Bosideng International и Peak Sport Products.
По итогам 2021 года основные продажи пришлись на спортивную одежду (73,9 %), повседневную одежду (19,8 %) и нижнее бельё (4,4 %). Крупнейшими рынками сбыта являлись Китай (31,7 %), Европейский союз (19,8 %), США (16 %) и Япония (14 %).

## Акционеры
Крупнейшими акционерами Shenzhou International являются Ма Цзяньжун (42,4 %), Ма Жэньхэ (4,94 %), Schroders (2,25 %), JPMorgan Investment Management (1,73 %), The Vanguard Group (1,67 %), FIL Investment Management (1,53 %) и BlackRock (1,49 %).